# اوه جی یونگ
اوه جی یونگ (انگلیسی: Oh Ji-young؛ زادهٔ ۱۱ ژوئیهٔ ۱۹۸۸) بازیکن والیبال حرفه ای اهل کشور کره جنوبی است. او بخشی از تیم برنده مدال نقره بازی‌های آسیایی ۲۰۱۰ بود. او در بازی‌های المپیک تابستانی ۲۰۲۰ عضو تیم ملی والیبال زنان کره جنوبی بود. این تیم در سال ۲۰۲۰ در جایگاه چهارم قرار گرفت.